# Esporte Clube Futuro
A  Esporte Clube Futuro, mais conhecido como Vôlei Futuro, é uma entidade desportiva, fundando em Araçatuba, que desenvolve um trabalho profissional no voleibol feminino e masculino.A equipe adulta masculina atualmente disputa Superliga Brasileira B.Também desenvolve a prática do Voleibol de praia e judô.

## História

### O surgimento do projeto voleibol
Em 2002 foi criado o projeto Vôlei Futuro na cidade de Araçatuba, visando utilizar o esporte como ferramenta de desenvolvimento social. Com departamentos de voleibol em ambas variantes e abrangia dezessete núcleos de ensino  para cerca de mil crianças e adolescentes na cidade, nas categorias mirim, infantil e infanto-juvenil, executando as atividades nas escolas municipais e estaduais, nos ginásios do município.
Na temporada 2006-07 o time feminino representou o Grêmio Recreativo e Esportivo Reunidas, presidido por  João Batista De Morais , contava com as opostas Paola Cordeiro, Vivian Pellegrino e Gisele Gomes; as ponteiras  Jaque Bachiega, Ju Amaral; as centrais Juliana Saracuza, Wivian Souza, Izabela de Oliveira, Carol Diniz,Driele Hellmann e Amanda Oliane; as levantadoras Luciana Moura, Marcela Corrêa e Diana Ferreira, tendo as líberos Débora Tramontim e Suelen Pinto sob comando do técnico Marco Antônio Carneloço.
A equipe masculina da temporada 2006-07, estavam os ponteiros Léo Dall'Agnol, Dênis Moraes, Eric Oliveira e Túlio Galvão; os centrais Ialisson Amorin,  Douglão, Balú,  
e Bob; os levantadores Peter e Chris; os opostos Boi, William Borges  e Rodrigo Mendes Coelho; e o líbero Daniel Fernando Rossi, e o técnico foi Cézar Douglas Silva.

Nas competições de 2007-08 o time feminino representou o Grêmio Recreativo e Esportivo Reunidas, contava com as opostas Gisele Gomes, Soraia Neudil e Marci ; as ponteiras Jaque Bachiega, Vivi, Pully, Fernanda Soares da Silva e Danúbia Wessleer; as centrais Juliana Saracuza,Izabela de Oliveira, Carol Diniz, Paula Carbonari e Carla Marques; as levantadoras Camila Torquette e Ana Maria Gosling, e com líbero Suelen Pinto sob comando do técnico Marco Antônio Di Bonifácio.No elenco masculino nessa mesma temporada estavam
estavam os ponteiros Léo Dall'Agnol, Dênis Moraes, Túlio Galvão e Rafael Baroni; os centrais Ialisson Amorin, Bob, Balú e Bráz Rosas Neto; os levantadores Chris, Carlos Fidele e Rodrigo Soares Ribeiro; os opostos Bruno Augusto Furtado, Edson Cândido Cerqueira e João Ricardo Silva de Freitas; e o líbero Daniel Fernando Rossi e novamente sob o comando técnico de Cézar Douglas Silva.
Na temporada 2008-09 o time feminino representou o Grêmio Recreativo e Esportivo Reunidas, contava com as opostas Gisele Gomes, Simone Borges de Souza e Edilma da Conceição Costa; as ponteiras Jaque Bachiega, Vivi, Pully e Estefânia de Souza ; as centrais Juliana Saracuza, Carla Marques, Fernanda Gritzbach e Daniela Hessel Oliveti; as levantadoras Jordane Tolentino,  Flavinha e Jacqueline, e as líberos Alessandra Sperb e  Martina Roese,  sob comando do técnico Glaison Luís Raimundo; e na mesma jornada esportiva, faziam parte do elenco masculino os ponteiros Léo Dall'Agnol, Rafael Baroni, Carlão, Clinty Riw da Rosa e Juninho; os centrais Bob, Júnior, Marcelão e Renato Marques de Oliveira ; os levantadores Carlos Fidele, Ruan Carlo Mendonça Coelho e Thiago Gelinski; os opostos Wallace de Souza e Fábio Paes; e o líbero Daniel Fernando Rossi e Alemão, em mais uma jornada o comando técnico foi de Cézar Douglas Silva..
No período esportivo de 2009-10 o time feminino representou o Grêmio Recreativo e Esportivo Reunidas, estavam no elenco: na posição de opostas Gisele Gomes, Arianne Tolentino, Gina Mambrú e 	Jeoselyna Rodríguez; as ponteiras Vivi, Martina Roese e Neneca, Clarisse Benício Peixoto ; as centrais Juliana Saracuza, Fernanda Gritzbach, Daniela Hessel Oliveti, Malue Daniela Vieira da Silva; as levantadoras Jordane Tolentino,  Jacqueline, Ana Cristina Porto, e a líbero Stephany Carvalho da Silva,  sob comando do técnico William Carvalho da Silva;no mesmo período esporitvo, o plantel masculino tinha os ponteiros Rafael Baroni, Carlão, Mineiro, Rodrigo Tenório e Pedro Iznaga Ortíz; os centrais Bob, Renato Marques de Oliveira, Luiz Henrique Sene, João Rafael Leme e Diego Zacanela ; os levantadores Thiago Gelinski, Gabriel Weiss Maciel, Gullit de Pádua Adolpho e Leandro Régis da Silva; os opostos Daniel Fernando Rossi, Alan Soares Júlio e Felipe Airton Banderó; e o líbero Daniel Fernando Rossi e Alemão, em mais uma jornada o comando técnico foi de Cézar Douglas Silva..
No período esportivo de 2010-11 o time feminino representou o Grêmio Recreativo e Esportivo Reunidas, estavam no elenco: as opostas Arianne Tolentino, Joyce Silva e Tandara Caixeta; as ponteiras Vivi, Neneca, Clarisse Benício Peixoto, Paula Pequen e Elis Cristina Bento; as centrais Juliana Saracuza, Fernanda Gritzbach, Daniela Hessel Oliveti, Malu, Fabiana Claudino e Andressa Picussa; as levantadoras Ana Cristina Porto, Jordane Tolentino,  Jacqueline, Alisha Glass, e as líberos Stephany Carvalho (Teny) e Stacy Sykora,  e novamente a frente do comando do técnico William Carvalho;e os destaques era a brasileira Paula Pequeno e a norte-americana Stacy Sykora
Em 2010, a empresa Pirelli — que através da Lei Paulista de Incentivo ao Esporte, pela qual as empresas podem destinar recursos do ICMS a projetos esportivos realizados no âmbito estadual— patrocinou o elenco masculino profisisonal do clube Grêmio Recreativo e Esportivo Reunidas, na época mantinha o projeto social e esportivo às equipes Vôlei Futuro,  assim como as categorias de base e os times masculino e feminino adultos, ambas na elite nacional.Após oito anos de existência do projeto, passou a ser destaque no voleibol brasileiro, pois, equipe adulta masculina venceu o Campeonato Paulista de 2010 e o time feminino foi vice-campeão.No time elenco masculino tinha o levantador Ricardo Garcia, o oposto Leandro Vissotto; além destes, estavam tinha os ponteiros Mineiro, Pedro Iznaga Ortíz, Rafael Luiz Fantin, Thiagão, Alan Guilherme Araújo e  Oreol Camejo; os centrais Luiz Henrique Sene, Diego Zacanela, Aurélio Cardoso Figueiredo, Lucas Saatkamp e Michael dos Santos; os levantadores Leandro Régis da Silva e Jairo Wiest Medeiros; os opostos Daniel Fernando Rossi e João Ricardo Silva de Freitas; e o líbero Mário Júnior, em mais uma jornada o comando técnico foi de Cézar Douglas Silva..
Na temporada 2011-12, o plantel feminino representou o Clube Deportivo Futuro, que tinha as levantadoras Ana Cristina Porto, Ananda Marinho e Ana Tiemi Takagui; as opostas Joyce Silva e Fernanda Berti; as ponteiras Vivi, Clarisse Peixoto, Paula Pequeno, Fernanda Garay, Nikolle Correa e Juliana Odilon; as centrais Fernanda Gritzbach, Malu, Andressa Picussa, Carol Gattaz e  Walewska Oliveiraas líberos Stacy Sykora e Verê, com novo treinador,Paulo Coco.No naipe masculino, continuou representando o Grêmio Recreativo e Esportivo Reunidas tinha o levantador Ricardo Garcia, Jairo Wiest Medeiros e Evandro Batista; os ponteiros Rafael Luiz Fantin, Alan Guilherme Araújo, Oreol Camejo, Piá e  Bob Dvoranen; os centrais Michael dos Santos, Maurício Souza, Athos Ferreira Costa e Vinícius de Siqueira; os opostos Lorena, Leonardo Henrique Pinheiro e Caio Fernando da Silva Fazanha; e os líberos Mário Júnior e Tiago Brendle, cujo técnico foi Cézar Douglas Silva

### Fim dos times profissionais de voleibol
No ano de 2012, as mulheres do Vôlei Futuro conquistaram, pela segunda vez consecutiva, a terceira posição na Superliga e, no ano anterior, foram campeãs do Paulista. No mês de julho do 2012, a diretoria anunciou o encerramento das atividades com a equipe feminina e continuaria apenas com os homens, com um investimento reduzido.Para a jornada 2012-13, permaneceram quatro jogadores que estavam no elenco anterior, os levantadores Ricardinho e Jairo e os centrais Michael e Vini, além da equipe técnica. Com um investimento bem reduzido, foram eliminados pela Medley/Campinas na semifinal do Campeonato Paulista e termiram a Superliga na nona posição, fazendo com que a equipe não continuasse no campeonato e alegaram falta de patrocínio para não ingressarem na temporada 2013-14.

### Novos tempos
Com o nome Esporte Clube Futuro,  foi refundado em 2019 visando ir além da prática esportiva, promover grandes eventos de entretenimento, cuja meta é o desenvolvimento social e econômico. Com foco no futuro das crianças e jovens, através de parcerias importantes com instituições de ensino onde fornecem bolsas de estudos e acompanhamento para o desenvolvimento de todos, e disputou a Superliga Brasileira C de 2020 com elenco masculino, de forma invicta alcança a promoção a Superliga Brasileira B 2021  e alcançou a sexta posição na Superliga Brasileira B 2021 e a mesma posição na edição em 2022.

## Títulos e resultados

### Voleibol feminino
Mundial de Clubes:0
 Torneio Internacional Top Volley:0
- Vice-campeão:2011

 Campeonato Sul-Americano de Clubes:0

  Superliga Brasileira:0
- Terceiro posto:2010-11

  Campeonato Paulista:1
- Campeão:2011
- Vice-campeão:2010

  Jogos Abertos do Interior de São Paulo:1
- Campeão:2010
- Vice-campeão:2011

### Voleibol masculino
Mundial de Clubes:0
 Campeonato Sul-Americano de Clubes:0
  Superliga Brasileira A:
- Vice-campeão:2011-12

  Campeonato Paulista:1
- Campeão:2010
- 'Terceiro posto:2011 e 2012

  Jogos Abertos do Interior de São Paulo:2
- Campeão:2010, 2011